# Никольский, Александр Петрович
Александр Петрович Никольский (1851 — после 1917) — русский государственный деятель, сенатор (29.04.1906), тайный советник (29.04.1906), статс-секретарь (01.01.1916). Экономист и публицист.

## Биография
Родился 15 ноября 1851 года в селе Киселёво Новосильского уезда Тульской губернии в семье священника. Образование получил на юридическом факультете Санкт-Петербургского университета; учился также три года ещё и на физико-математическом факультете. Начал государственную службу в 1880 году в «Комиссии по исследованию железнодорожного дела в России». Впоследствии служил в Главном штабе Военного министерства. В 1893 году занял должность директора государственного банка, в 1901 году стал управляющим государственными сберегательными кассами, получившими при нём новый устав. По его почину был издан закон 30 мая 1905 года о включении в число операций сберегательных касс страхования капиталов и доходов. С 1900 года — действительный статский советник.
В 1906 году, с 27 февраля по 24 апреля, был исправляющим должность Главноуправляющего землеустройством и земледелием. В конце апреля 1906 года был назначен сенатором и произведён в чин тайного советника; в 1908 году — членом Государственного совета.
В январе 1910 года ему было повелено заменять Кавказского наместника, в случае его отсутствия, в высших государственных установлениях; заместителем наместника он был до 8 июня 1916 года.
В 1914 году А. П. Никольский был назначен членом Комитета финансов. С января 1916 года — статс-секретарь Его Величества.
Был удостоен ряда высших российских орденов: Св. Станислава 1-й ст. (1905), Св. Анны 1-й ст. (1911), Св. Владимира 2-й ст. (1914).
Его брат, Пётр Петрович Никольский был директором Тульской гимназии.

## Семья
Был женат на Елизавете Федосеевне Северьяновой. Их дети: Пётр (1881—1902), Александр (1882—?), Борис (1884—?), Виктор (1888—?), Анна (1893—?), Елизавета (1898—?).

## Награды
- Орден Святого Владимира 4-й степени (13.01.1883)
- Орден Святого Владимира 3-й степени (14.04.1902)
- Орден Святого Станислава 1-й степени (17.04.1905)
- Орден Святой Анны 1-й степени (01.01.1911)
- Орден Святого Владимира 2-й степени (01.01.1914)

## Сочинения
- Земля, община и труд. Особенности крестьянского правопорядка, их происхождение и значение. — СПб: Тип. А.Суворина, 1902. — 195 с.